# Transformador
Um transformador é um dispositivo destinado a modificar os níveis de tensão e corrente elétrica, mantendo potência elétrica praticamente constante, de um circuito a outro, modificando também os valores das impedâncias elétricas de um circuito elétrico.
Inventado em 1831 por Michael Faraday, os transformadores são dispositivos que funcionam através da indução de corrente de acordo com os princípios do eletromagnetismo, ou seja, ele funciona baseado nos princípios eletromagnéticos da Lei de Faraday-Neumann-Lenz e da Lei de Lenz, onde se afirma que é possível criar uma corrente elétrica em um circuito uma vez que esse seja submetido a um campo magnético variável, e é por necessitar dessa variação no fluxo magnético que os transformadores só funcionam em corrente alternada.

## Estrutura
Um transformador é formado basicamente de:
- Enrolamento - O enrolamento de um transformador é formado de várias bobinas que em geral são feitas de cobre eletrolítico ou alumínio, de formato circular, retangular ou chapa e recebem uma camada de verniz sintético como isolante.

- Núcleo - esse em geral é feito de um material ferromagnético, geralmente de aço silício ou metal amorfo, e o responsável por transferir a corrente induzida no enrolamento primário para o enrolamento secundário.

Esses dois componentes do transformador são conhecidos como parte ativa, os demais componentes do transformador fazem parte dos acessórios complementares.
No caso dos transformadores de dois enrolamentos, é comum se denominá-los como enrolamento primário e secundário, existem transformadores de três enrolamentos sendo que o terceiro é chamado de terciário. Há também os transformadores que possuem apenas um enrolamento, ou seja, o enrolamento primário possui um conexão com o enrolamento secundário, de modo que não há isolação entre eles, esses transformadores são chamados de autotransformadores.
Um transformador trifásico possui internamente 3 transformadores (bobinas) que podem ser ligados de diferentes modos. Ligando os enrolamentos primários em triângulo e os enrolamentos secundários em estrela, ficamos com um conjunto em que o primário recebe corrente trifásica e no secundário temos três fases e neutro (sendo o neutro o centro da estrela). Temos assim desta forma tensões simples e tensões compostas. No caso da distribuição de energia elétrica temos 400 volts entre fases, temos 3 situações dessas (entre as fases R e S ; S e T ; R e T) e temos 231 volts entre qualquer uma das fases e o neutro.

## Princípios básicos

Um transformador ideal. A corrente secundária surge para a ação secundária EMF na impedância de carga (não mostrado).

O transformador é baseado em dois princípios: o primeiro, descrito via lei de Biot-Savart, afirma que corrente elétrica produz campo magnético (eletromagnetismo); o segundo, descrito via lei da indução de Faraday, implica que um campo magnético variável no interior de uma bobina ou enrolamento de fio induz uma tensão elétrica nas extremidades desse enrolamento (indução eletromagnética). A tensão induzida é diretamente proporcional à taxa temporal de variação do fluxo magnético no circuito. A alteração na corrente presente na bobina do circuito primário altera o fluxo magnético nesse circuito e também na bobina do circuito secundário, esta última montada de forma a encontrar-se sob influência direta do campo magnético gerado no circuito primário. A mudança no fluxo magnético na bobina secundária induz uma tensão elétrica na bobina secundária.
Um transformador ideal é apresentado na figura adjacente. A corrente passando através da bobina do circuito primário cria um campo magnético. A bobina primária e secundária são ambas enroladas sobre um núcleo de material magnético de elevada de permeabilidade magnética, a exemplo um núcleo de ferro, de modo que a maior parte do fluxo magnético passa através de ambas as bobinas. Se um dispositivo elétrico é conectado ao enrolamento secundário, uma vez provido que a corrente e a tensão aplicadas ao circuito primário tenham os sentidos indicados, a corrente e a tensão elétricas no dispositivo (usualmente denominado por "carga" do circuito) terão também sentidos definidos, como os indicados na figura. Na prática os transformadores operam com tensões e correntes alternadas, de forma que as marcações na figura representam a rigor, as relações de fase entre os sinais no circuito primário e secundário visto que as tensões e correntes estão constantemente alternando seus sentidos a fim de prover um fluxo magnético variável.

## Tipos de transformadores
Os transformadores são classificados de acordo com vários critérios. As classificações de acordo com a finalidade, o tipo, o material do núcleo e o número de fases são algumas das mais importantes.
Quanto à finalidade
- Transformadores de corrente
- Transformadores de potência
- Transformadores de distribuição
- Transformadores de força

Quanto ao tipo
- Dois ou mais enrolamentos
- Autotransformador

Quanto ao material do núcleo
- Ferromagnético
- Núcleo de ar

Quanto ao número de fases
- Monofásico
- Trifásico
- Polifásico

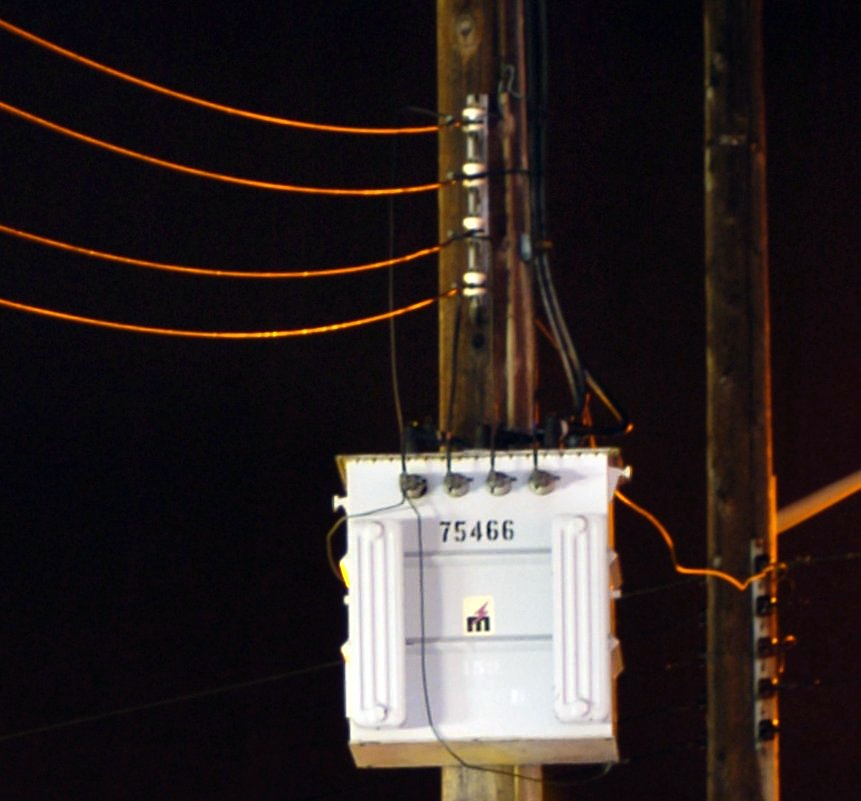
Transformador trifásico

Para se reduzir as perdas o núcleo de muitos transformadores são laminados para reduzir a indução de correntes parasitas ou de Foucault, no próprio núcleo. Em geral se utiliza aço-silício com o intuito de se aumentar a resistividade e diminuir ainda mais essas correntes parasitas. Esses transformadores são chamados transformadores de núcleo ferromagnético. Há ainda os transformadores de núcleo de ar, que possui seus enrolamentos em contato com a atmosfera.
Transformadores também podem ser utilizados para o casamento de impedâncias. Esse tipo de ligação consiste em modificar o valor da impedância vista pelo lado primário do transformador, são em geral de baixa potência.

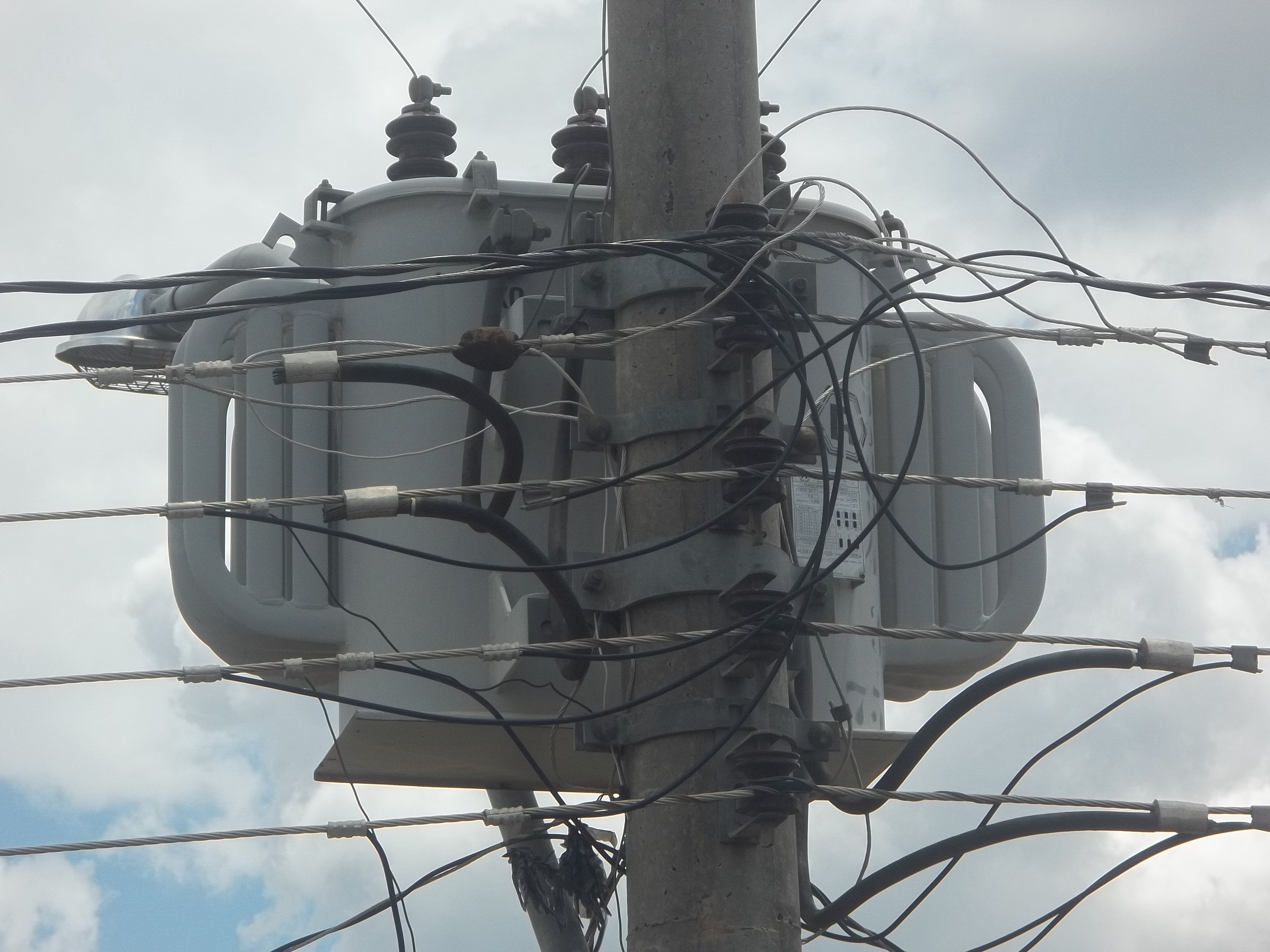
Transformador de distribuição

### Transformadores de potência
Os transformadores trifásicos ou de potência são destinados a rebaixar ou elevar a tensão e consequentemente elevar ou reduzir a corrente de um circuito, de modo que não se altere a potência do circuito. Esses transformadores podem ser divididos em dois grupos:
- Transformador de força - esses transformadores são utilizados para gerar, transmitir e distribuir energia em subestações e concessionárias. Possuem potência de 5 até 300 MVA. Quando operam em alta tensão têm até 550 kV.[4]

- Transformador de distribuição - esses transformadores são utilizados para rebaixar a tensão para ser entregue aos clientes finais das empresas de distribuição de energia. São normalmente instalados em postes ou em câmaras subterrâneas. Possuem potência de 15 a 300 kVA; o enrolamento de alta tensão têm tensão de 15, 24,2 ou 36,2 kV, já o enrolamento de baixa tensão tem 380/220 ou 220/127 V.[4]

### Transformadores toroidais
Os transformadores toroidais têm baixa irradiação do campo magnético ao seu redor, o que reduz a interferência em circuitos elétricos sensíveis. A montagem é facilitada porque o aparelho pode ser fixado utilizando apenas um parafuso e seu funcionamento é silencioso, já que o ruído mecânico da vibração do núcleo praticamente não existe.

### Autotransformadores

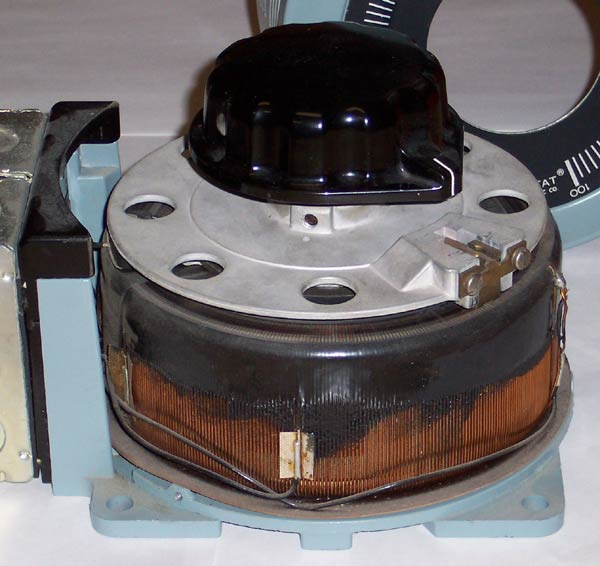
Um autotransformador variável

Nos autotransformadores os enrolamentos primário e secundário estão em contato entre si. O enrolamento tem pelo menos três saídas, onde as conexões elétricas são realizadas. Um autotransformador pode ser menor, mais leve e mais barato do que um transformador de enrolamento duplo padrão. Entretanto, o autotransformador não fornece isolamento elétrico.
Autotransformadores são muitas vezes utilizados como elevadores ou rebaixadores entre as tensões na faixa 110-117-120 volts e tensões na faixa 220-230-240 volts. Por exemplo, a saída de 110 ou 120V de uma entrada de 230V, permitindo que equipamentos a partir de 100 ou 120V possam ser usados em uma região de 230V.
Um autotransformador variável é feito expondo-se partes das bobinas do enrolamento e fazendo a conexão secundária através do deslizamento de um contato, resultando em variação na relação das espiras. Tal dispositivo é normalmente chamado pelo nome de marca Variac.

## Simbologia
Alguns símbolos comumente utilizados em diagramas elétricos e eletrônicos:
|  | Transformador com núcleo de ar.                            |
|  | Transformador com núcleo de ferro.                         |
|  | Transformador de núcleo de ferro com tomada central (tap). |
|  | Autotransformador.                                         |

## Transformador ideal
Um transformador ideal é aquele em que o acoplamento entre suas bobinas é perfeito, ou seja, todas concatenam, ou “abraçam”, o mesmo fluxo, o que vale dizer que não há dispersão de fluxo. Isso implica assumir a hipótese de que a permeabilidade magnética do núcleo ferromagnético é alta ou, no caso ideal, infinita, e o circuito magnético é fechado. Além disso, admite-se que o transformador não possui perdas de qualquer natureza, seja nos enrolamentos, seja no núcleo.

### Transformador em vazio
Considerando, um transformador ideal, sendo o fluxo total, {\displaystyle \phi }, o mesmo em ambas as bobinas, já que se desprezam os fluxos dispersos e o núcleo tem {\displaystyle \mu }→ ∞, as forças eletromotrizes, {\displaystyle e_{1}} e {\displaystyle e_{2}}, induzidas nessas bobinas (adotando a convenção receptor), escrevem-se como:
{\displaystyle v_{1}\ =e_{1}=N_{1}{\frac {d\phi }{dt}}[V]}
e
{\displaystyle v_{2}\ =e_{2}=N_{2}{\frac {d\phi }{dt}}[V]}
Dividindo-se {\displaystyle v_{2}} por {\displaystyle v_{1}} chega-se à relação de tensões entre primário e secundário:
{\displaystyle {\frac {e_{2}}{e_{1}}}={\frac {v_{2}}{v_{1}}}={\frac {N_{2}}{N_{1}}}=a}
sendo a denominada relação de espiras ou relação de transformação. Esta é a primeira propriedade do transformador que é a de transferir ou refletir as tensões de um lado para outro segundo uma constante a.
Convencionando-se {\displaystyle N_{1}} como a espira acoplada à DDP do circuito (primário) tem-se:
para {\displaystyle N_{1}>N_{2}} um abaixador de tensão e para {\displaystyle N_{1}<N_{2}} um elevador de tensão.